# Ожалошћена породица (филм из 1960)
Ожалошћена породица је југословенски телевизијски филм из 1960. године.

## Улоге
| Глумац             | Улога    |
| ------------------ | -------- |
| Милан Ајваз        | Танасије |
| Мија Алексић       | Прока    |
| Рахела Ферари      | Сарка    |
| Невенка Микулић    | Симка    |
| Жарко Митровић     | Трифун   |
| Анка Паранос       | Вида     |
| Славко Симић       | Мића     |
| Бранка Веселиновић | Гина     |
| Миливоје Живановић | Агатон   |